# Roger Raveel
Roger Henri Kamiel Raveel (Machelen, 15 de julho de 1921 — Deinze, 30 de janeiro de 2013) foi um pintor e escultor belga, cuja obra é frequentemente associada com a arte pop devido à sua representação dos objetos do quotidiano.
A 15 de julho de 2016, assinalando os noventa e cinco anos do seu nascimento, o motor de pesquisa Google dedicou-lhe um Google Doodle.

## Biografia
Roger estudou na Academia Municipal de Deinze e na Academia Real de Belas Artes de Gante entre 1933 e 1945, com professores como Hubert Malfait e Jos Verdeghem.
Casou-se com Zulma De Nijs em 1948, e realizou exibições em Itália no ano de 1962 com pintores como Lucio Fontana e Asger Jorn.
Em 1999 fundou o Museu Roger Raveel em Machelen.

## Prémios e honras
- Prémio Joost van den Vondel[8]
- Medalha de Ouro da Comunidade flamenga
- Cidadão honorário da comuna de Zulte
- Cavaleiro da Ordem da Coroa Belga
- Cavaleiro da Ordem de Leopoldo

Roger foi nomeado cavaleiro pelo rei Alberto II da Bélgica a 27 de setembro de 1995. Seu lema é Wit bewaar steeds je geheim (O branco mantém sempre o seu segredo).